# Avanspettacolo
Il teatro di avanspettacolo, o, più comunemente, avanspettacolo, è un genere di spettacolo teatrale comico sviluppatosi in Italia fra gli anni trenta e gli anni cinquanta del Novecento.

I fratelli De Rege

## Caratteristiche
Questo genere derivò storicamente dal varietà, a cui iniziò a sostituirsi quando il regime fascista emanò provvedimenti (per esempio sgravi fiscali) per favorire i teatri che si convertivano alla più moderna realtà del cinematografo.
In questo contesto, alcune compagnie di varietà dovettero elaborare una forma di spettacolo più semplice e abbreviato, che potesse intrattenere il pubblico in sala in attesa del film (o del "filmo" secondo il termine usato dai fascisti in ossequio al principio dell'autarchia).
L'avanspettacolo, assieme al cabaret - ad esso affine - era considerato il "fratello povero" del teatro di rivista e del varietà per la brevità dei numeri e la scarsità dei mezzi: molte volte, in senso spregiativo, si utilizzava il termine avanspettacolo per indicare teatro comico di scarsa qualità. In realtà  fu trampolino di lancio per molti noti attori teatrali e cinematografici italiani, che si produssero in tale genere con impegno artistico e molto successo.

## L'avanspettacolo nel cinema e in televisione
L'avanspettacolo è stato una sorta di serbatoio per il cinema italiano; in particolare offrendo al pubblico:
(Alberto Sordi - L'Italia in bianco e nero, Goffredo Fofi, Mondadori, collana Le Scie, 2004)
Tra questi attori vi sarebbero stati, fra gli altri, Eduardo De Filippo, Totò, Anna Magnani, Aldo Fabrizi, Ciccio Ingrassia, Franco Franchi, Erminio Macario, Lino Banfi.

### Cinema
- I pompieri di Viggiù, regia di Mario Mattoli (1949)
- Luci del varietà, regia di Federico Fellini e Alberto Lattuada (1950)
- Vita da cani, regia di Steno e Monicelli (1950)
- Basta guardarla, regia di Luciano Salce (1970)
- Polvere di stelle, regia di Alberto Sordi (1973)
- Primo amore, regia di Dino Risi (1978)

### Televisione
- Bambole, non c'è una lira, regia di Antonello Falqui (1977)
- Avanspettacolo (Rai 3), regia di Giancarlo Nicotra (1992)